# Revista dos Centenários
A Revista dos Centenários foi o  órgão da Comissão Executiva da Comissão
Nacional dos Centenários, presidida por António Ferro, sendo o seu objetivo principal propagandear a Exposição do Mundo Português e servir de arquivo dos projectos, estudos, plantas arquitectónicas, pareceres, relatórios, investigações, pesquisas e demais trabalhos relevantes produzidos pela Comissão. Publicaram-se um total de 24 números entre Janeiro de 1939 e Dezembro de 1940 e conta-se, como intervenientes principais, com os nomes de  António G. Mattoso, Paulo Merêa, Vitorino Nemésio, Júlio Dantas, António Ferro, Hernâni Cidade, Manuel Múrias e Aquilino Ribeiro.